# ديفيد سيمبسون (رسام)
ديفيد سيمبسون (بالإنجليزية: David Simpson)‏ هو رسام وفنان أمريكي، ولد في 1928.